# Wieki ciemne (średniowiecze)

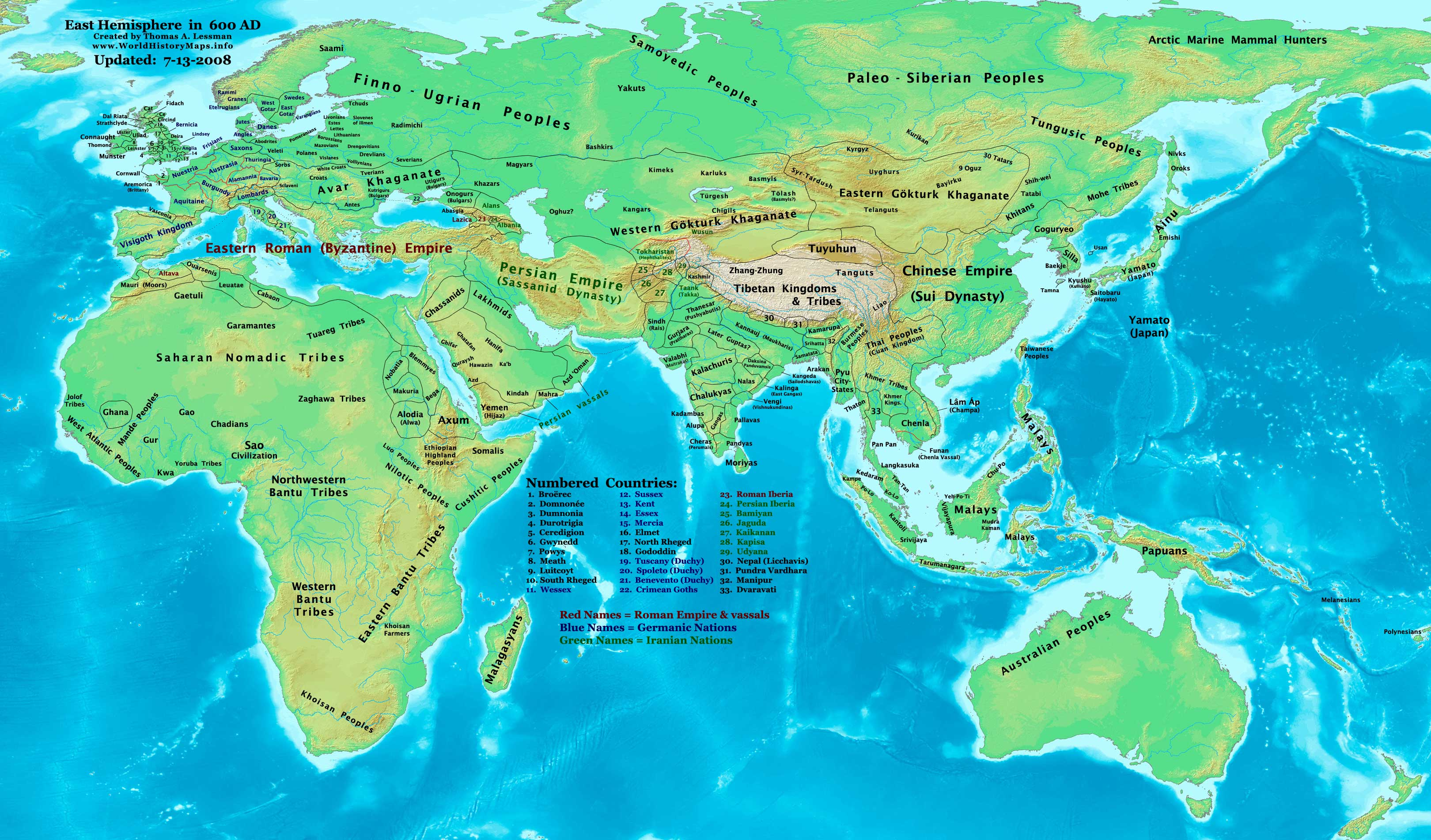
Mapa świata (półkula wschodnia) w roku 600 n.e.

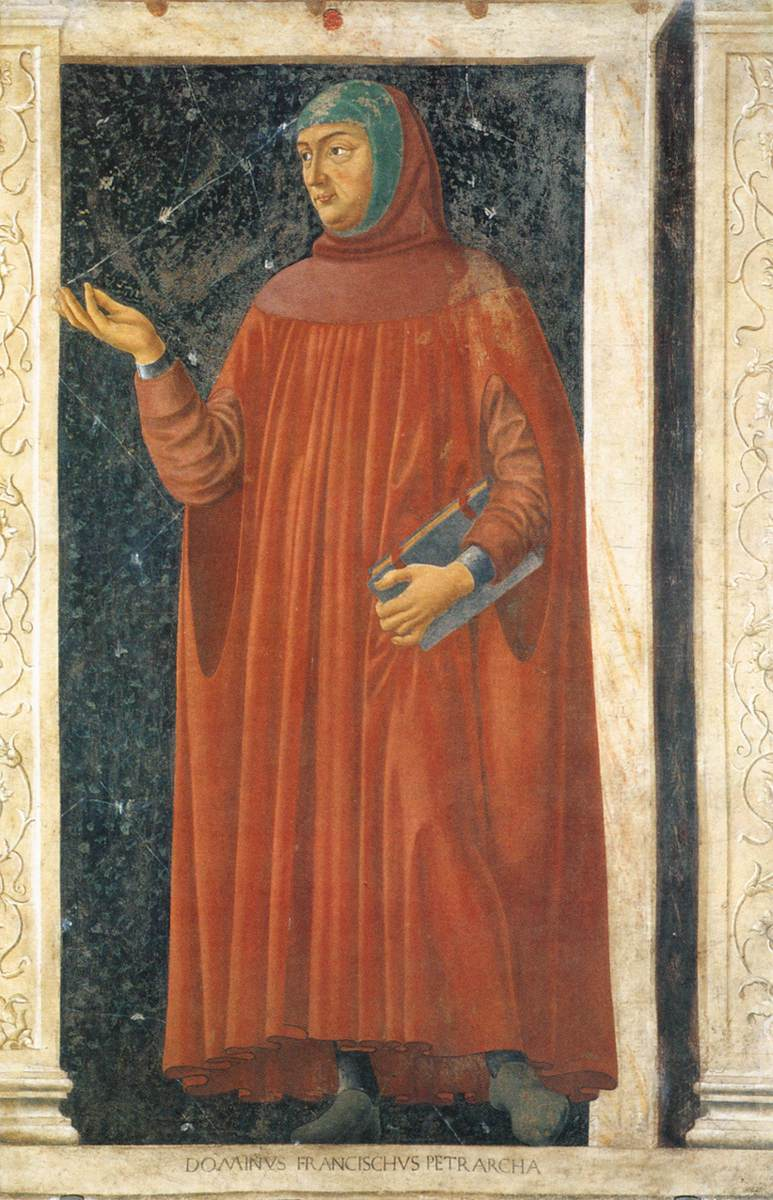
Francesco Petrarca, który wprowadził pojęcie europejskich „wieków ciemnych”.

Wieki ciemne (ang. dark ages) – określenie subiektywne, używane odnośnie do okresu historycznego trwającego od końca V wieku (upadek cesarstwa zachodniorzymskiego) do połowy X wieku, nazwanego tak przez niektórych historyków ze względu na niewielki zasób źródeł pisanych z tych czasów oraz przeświadczenie o znacznym upadku kultury, czemu przeczy np. renesans karoliński. Jest to okres powstawania królestw barbarzyńskich, kryzysu w Cesarstwie Bizantyńskim i początku ekspansji Arabów. Poza tym w wieku IX miała miejsce misja Cyryla i Metodego, która zapoczątkowała rozwój chrześcijaństwa wśród Słowian.
Część historyków proponuje, aby wieki ciemne były traktowane jako odrębna od średniowiecza epoka. Jej monografię napisał William Paton Ker.